# Felsőmarác
Felsőmarác is een plaats (község) en gemeente in het Hongaarse comitaat Vas. Felsőmarác telt 317 inwoners (2001).